# 比塞莱日
比塞莱日（法語：Bucey-lès-Gy，發音：[bysɛ lɛ ʒi]，意为“日村附近的比塞”）是法国上索恩省的一个市镇，属于沃苏勒区。

## 地理
比塞莱日（47°25'23"N, 5°50'35"E）面积21.3 平方千米，位于法国勃艮第-弗朗什-孔泰大區上索恩省，该省份为法国东部内陆省份，北起顺时针与孚日省、贝尔福地区省、杜省、汝拉省、科多尔省和上马恩省接壤。
与比塞莱日接壤的市镇（或旧市镇、城区）包括：旺图和隆日韦勒、热济耶和丰特讷莱、日村、蒙布瓦永、瓦斯莱和格拉绍、韦勒弗雷和韦勒弗朗日。
比塞莱日的时区为UTC+01:00、UTC+02:00（夏令时）。

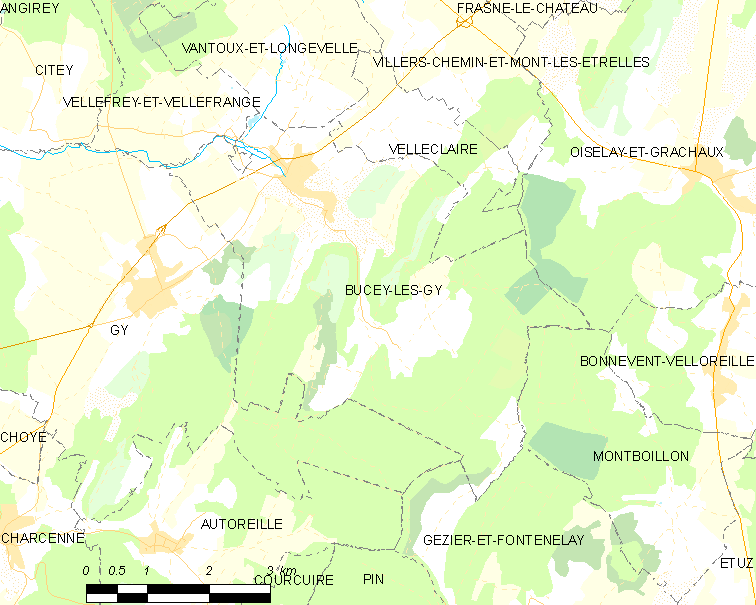
比塞莱日的OSM定位图

## 行政
比塞莱日的邮政编码为70700，INSEE市镇编码为70104。

## 政治
比塞莱日所属的省级选区为马尔奈县。

## 人口

1962-2008年间比塞莱日人口变化图示

比塞莱日于2022年1月1日时的人口数量为579人。